# C-149
La C-149 (C-149a) és una carretera antiga, gestionada pel Servei Territorial de Carreteres de Lleida, que en l'actualitat només uneix Solsona amb els Colls de (Pinell), a 16 km de la capital del Solsonès.
Provinent de l'antiga nomenclatura espanyola, significa que era la Comarcal 149 - color verd que encara perdura - que estava a la partició 1 i començava per sobre de la N-II, el seu començament se situava a 500 km de Madrid (pertany al cercle nº4) i va d'oest a est i, per tant, nombre senar. Construïda el 1930 i inaugurada el 1931, després va continuar el seu traçat arribant fins a Ripoll.
Amb el canvi de nomenclatura de la Generalitat es va fer servir C-149 per a l'actual variant de Solsona, la qual ara forma part de la C-451, passant a ser C-149a el fragment entre l'encreuament dels Colls i Solsona, tal com està ara. La resta del traçat entre Solsona i Ripoll passant per Berga ha passat a ser la C-26, tot i que el traçat i condicions en alguns trams són sense reformar i, per tant, de carretera secundària.